# ブラッド・ペニー
ブラッドリー・ウェイン・ペニー（Bradley Wayne "Brad" Penny , 1978年5月24日 - ）は、アメリカ合衆国オクラホマ州出身の元プロ野球選手（投手）

## 経歴

### プロ入りとダイヤモンドバックス傘下時代
1996年のドラフトで、2年後の1998年に創設される新球団アリゾナ・ダイヤモンドバックスから5巡目（全体155位）指名を受け、その日に入団契約を交わした。球団が正式にナ・リーグ加盟するまでの2年間は、アリゾナ・リーグ（ルーキー級）、ミッドウエスト・リーグ（A級）でプレー。
1998年にはA+級ハイデザート・マーベリックスに昇格してフルシーズン投げ、28試合164イニングで14勝5敗・防御率2.96・35与四死球・207奪三振という成績を残す。この活躍により、所属するカリフォルニアリーグにおいて、『ベースボール・アメリカ』選出のMVPと最優秀投手賞を受賞した。

### マーリンズ時代
1999年7月8日にマット・マンタイとのトレードで、ブラディミール・ヌニェス、エイブラハム・ヌニェスと共にフロリダ・マーリンズへ移籍した。7月から8月に開催されたウィニペグパンアメリカン競技大会の野球アメリカ合衆国代表に選出された。
2000年4月7日のロッキーズ戦でメジャーデビュー。この日は7イニングを投げ被安打6・失点1の好投で、吉井理人との投げ合いを制してデビュー戦を白星で飾った。メジャー1年目は23試合で8勝7敗・防御率4.81という成績を収めた。
2001年はシーズン途中に8連敗を喫したこともあったが、最終的には自身初の2桁勝利を挙げる。
2002年は故障で8勝どまりだったが、シーズン終了後には日米野球にMLB選抜の一員として参加。
2003年には先発ローテーションの一員として14勝10敗・防御率4.13を記録した。この年はチームがワールドシリーズ優勝。ペニーはこのシリーズでヤンキース相手に2勝して、チームの世界一に貢献した。

### ドジャース時代
2004年7月30日にポール・ロデューカ、ギレルモ・モタ、フアン・エンカーナシオンとのトレードで崔煕渉、ビル・マーフィーと共にロサンゼルス・ドジャースへ移籍した。ドジャースはペニーをさらにトレードしてダイヤモンドバックスからランディ・ジョンソンを獲得しようと目論んでいたが、トレード拒否権を持つジョンソンがドジャースへの移籍に同意しなかったため、ペニーはドジャースに残留することになった。
2005年4月下旬から本格的にドジャースの先発ローテーション入り。同年6月、2006年からの3年総額2500万ドル（4年目は球団オプション）という条件で契約を延長した。

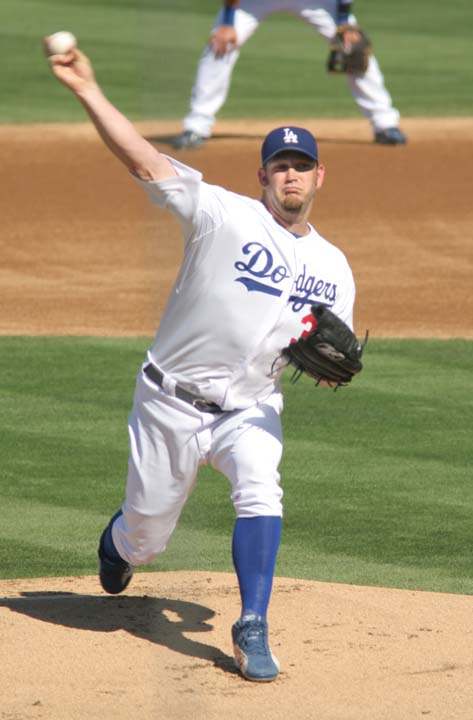
ドジャース時代（2008年）

2006年は前半戦で10勝2敗・防御率2.91という成績を残し、オールスターゲームに初選出された。試合ではナ・リーグの先発投手を務め、初回はイチロー、デレク・ジーター、デビッド・オルティーズを3者連続三振に斬ってとったが、2回にはブラディミール・ゲレーロにソロ本塁打を浴びている。するとオールスター明けの後半戦は、バッテリーを組むラッセル・マーティンが「カーブとスプリッターの調子が今ひとつだった」と語るように不調に陥り、6勝7敗・防御率6.25と失速した。シーズン16勝はリーグ最多（他5人とタイ）で、自身初のタイトルを獲得したが、ポストシーズンでは腰痛のために中継ぎに回された。
2007年は、マーティンが「変化球を思ったところに投げられる」と評するように好調を維持。また、試合中盤の5回・6回にスタミナ切れを起こして大量失点するというケースも減り、結果として防御率が前年より1.30向上、クオリティ・スタートの数も前年の16から26まで増えるなど、安定感が増した。勝利数は前年と同じ16勝だったが、勝率.800と被本塁打率0.39はメジャー全体で1位だった。
2008年は自身初となる開幕投手を務めたが、5月7日から7連敗を喫し、6月15日には右肩腱炎で故障者リスト入り。復帰戦となった8月8日に勝ち星を挙げて連敗を止めたが、8月14日に再び右肩を痛め、2度目の故障者リスト入りを余儀なくされた。9月に再度復帰したものの、レギュラーシーズンでは6勝・防御率6.27・51奪三振と自己最低の成績に終わり、ポストシーズンでは登板機会が与えられなかった。
シーズン終了後、ドジャースは925万ドルの契約延長オプションを行使せずに200万ドルの違約金を支払い、これによってペニーはフリーエージェント（FA）となった。

### レッドソックス時代

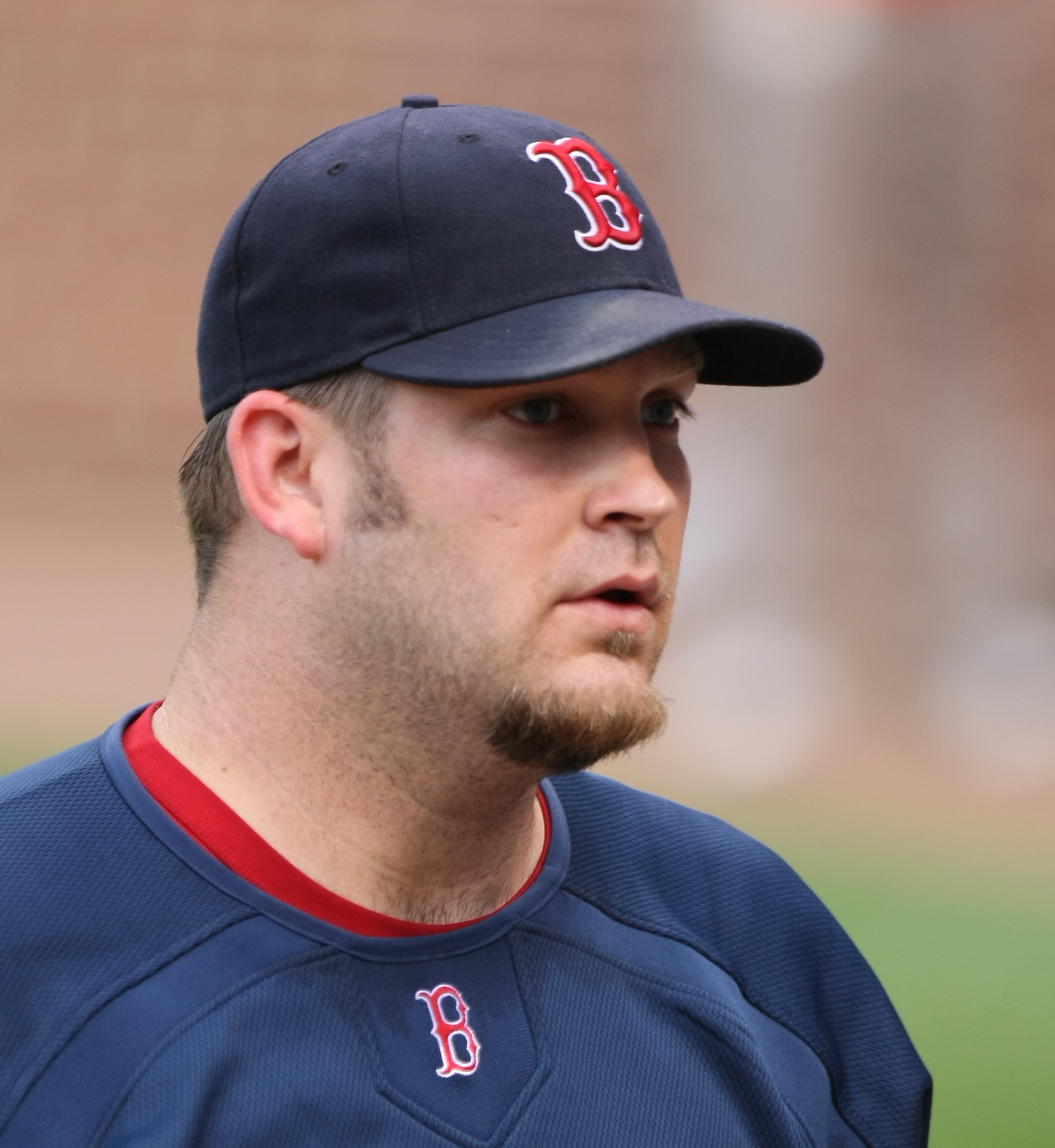
レッドソックス時代（2009年）

2009年1月9日、年俸500万ドル＋出来高300万ドルの1年契約でボストン・レッドソックスへ入団。この年のレッドソックスの補強方針は、ジョン・スモルツや斎藤隆など前年に怪我で長期欠場したベテランを割安な価格でかき集めるというもので、ペニーの獲得もその動きの一環であった。レッドソックスでは24試合に先発。しかし、初登板となった4月11日のエンゼルス戦で6回3失点で降板して以降、防御率が4.50より良くなることはなかった。8月21日のヤンキース戦で4回8失点KOとなると、チームはペニーに代わってティム・ウェイクフィールドをローテーションに入れた。結局、本人の希望もあり8月27日にレッドソックスは新加入のビリー・ワグナーと入れ替える形でペニーを解雇した。

### ジャイアンツ時代
2009年8月31日にサンフランシスコ・ジャイアンツとマイナー契約を結んだ。9月2日のフィリーズ戦で移籍後初登板し、シーズン終了まで6試合に先発して4勝1敗・防御率2.59と好投した。しかしチームは9月の1か月間を13勝14敗と負け越し、ワイルドカードを争っていたロッキーズに差をつけられてポストシーズン進出を逃した。オフの11月5日にFAとなった。

### カージナルス時代

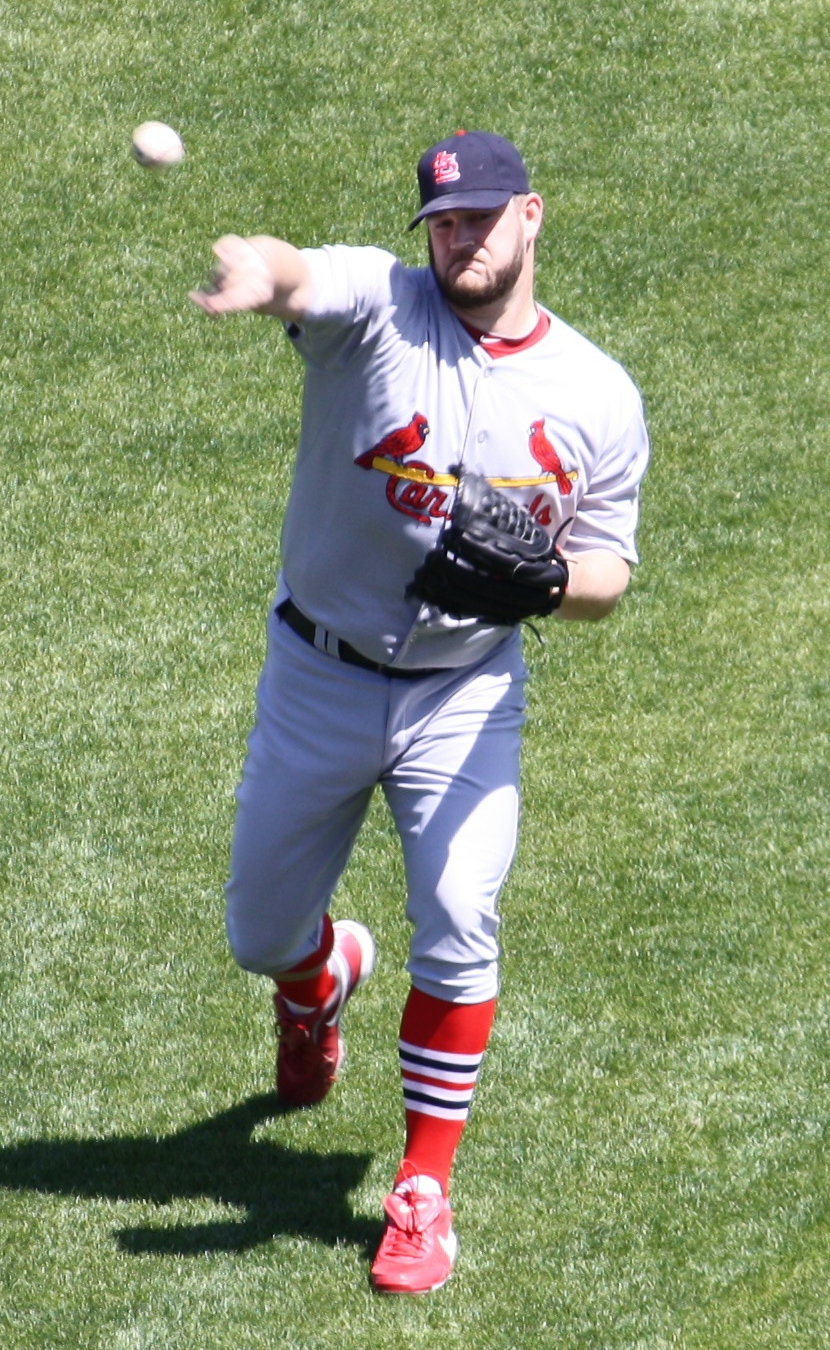
カージナルス時代（2010年）

2009年12月8日にセントルイス・カージナルスと750万ドル+出来高150万ドルの1年契約を結んだ。
2010年はカージナルスの先発ローテーション3番手としてのシーズン開幕を迎える。しかし5月21日のエンゼルス戦、3回裏に打席に立ったペニーはジョエル・ピネイロから満塁本塁打を放ったが、その直後の投球練習中に右広背筋の張りを訴え、4回表のマウンドに立つことなく途中交代。その後故障者リスト入りし、復帰できないままシーズンを終えることとなった。オフの11月1日にFAとなった。

### タイガース時代
2011年1月18日にデトロイト・タイガースと300万ドル+出来高300万ドルの1年契約を結んだ。打線の援護に恵まれ2年振り6度目の2桁勝利を記録したが内容は悪く、後半戦は防御率6.53、WHIP1.80であった。結局、防御率（5.30）、WHIP（1.56）、奪三振率（3.67）、K/BB（1.19）、被打率（.306）、空振り率（11.7%）、被WH率（データ会社が集計した項目で、投球を芯で捕らえられた率）など多数の項目で両リーグワーストであった。シーズン後の10月30日にFAとなったが、獲得を示すMLB球団は無かった。

### ソフトバンク時代
2012年2月5日、福岡ソフトバンクホークスと入団契約したと発表された。年俸は2億2500万円（推定）。背番号は31。メジャーで最多勝利をあげた事がある外国人枠投手の入団はNPB初。
開幕5戦目の4月4日の楽天戦（宮城）で来日初先発。雪が少し降る中、半袖で登板するも3回1/3で64球6失点(自責点4)被安打7四死球3、5盗塁され敗戦投手となる。この日盗塁を決めた聖澤諒によるとたった2球でクセを見破ったという。試合後に、故障歴のある右肩の痛みを訴えたため、出場選手登録を抹消、同月6日に福岡市内の病院で右肩の精密検査を受けたところ、「異常なし」と診断された。その後、本人の希望で米国に一時帰国、現地での再検査でも異常が見られなかったため、同月下旬からは日本に戻って二軍で独自の調整を続けていたが、5月8日に退団が発表された。退団はペニー本人からの申し入れによるもので、日本の環境に馴染めなかったことが理由とされる。球団では、退団の申し入れを認める条件として、今後日本の他球団でプレーしないことを明記した文書を交わしたという。

### ジャイアンツ復帰
ソフトバンク退団からわずか10日後の5月18日、サンフランシスコ・ジャイアンツとマイナー契約を結んだ。AAA級フレズノ・グリズリーズで7試合に登板した後、6月29日にメジャーに昇格、翌30日に復帰後初登板を果たした。オフの10月29日にFAとなった。

### 無所属
2013年はどこの球団にも所属しなかった。

### ロイヤルズ傘下時代
2014年1月15日にカンザスシティ・ロイヤルズとマイナー契約を結び、1月16日に球団が発表した。スプリングトレーニング中の3月4日のホワイトソックス戦に登板したが、2回を投げ8安打4失点と結果を残せず、3月7日に放出された。

### マーリンズ復帰
2014年6月18日に古巣・マーリンズとマイナー契約を結んだ。契約後はAAA級ニューオーリンズ・ゼファーズで5試合に登板し、2勝2敗、防御率2.28だった。8月9日にマーリンズとメジャー契約を結んだ。8月10日のレッズ戦にて約2年ぶりの勝ち星を得た。この年は8試合に登板し、2勝1敗、防御率6.58だった。オフの10月30日にFAとなった。

### ホワイトソックス傘下時代
2014年12月16日にシカゴ・ホワイトソックスとマイナー契約を結び、2015年のスプリング・トレーニングに招待選手として参加した。
2015年シーズンはホワイトソックス傘下のAAA級シャーロット・ナイツに所属し、メジャー昇格はなかった。11月6日に自由契約となり、オフはベネズエラのウィンターリーグでプレーした。

### ブルージェイズ傘下時代
2015年12月18日、トロント・ブルージェイズとマイナー契約を結び、2016年のスプリング・トレーニングに招待選手として参加することになった。
2016年3月18日、現役引退を表明した。

## 選手としての特徴
平均球速約93mph（約150km/h）の速球（フォーシーム、シンカー）を主体に、人差し指を浮かせて親指と中指で握り強いトップスピンをかけるカーブ、スプリッター、チェンジアップを投げ分ける。
肩の故障以降は球威が低下し、2011年には空振り率と被ウェルヒット率（アウトやヒットに関わらず相手打者に良い当たりを打たれた率）で先発投手中ワースト1位、ストライク率でも同ワースト3位を記録した通算与四球率2.87と四球は少ないが、打者1人あたりの投球数は多い。
前半戦の通算防御率3.98に対し、後半戦は同4.62と例年後半戦に調子を落とすタイプで、好不調の波も大きい。
奪三振はそれほど多くないがゴロで打たせて取ることが多く、2010年終了時点の通算GO/AO（フライアウトとゴロアウトの比率。数字が1より高ければゴロが多く、低ければフライが多い）は1.20である。

## 人物
故意死球や審判への暴言で、数度の退場処分を経験しているなど人格に難がある。
故障が多い上、万年体重オーバーの肥満体型で練習やトレーニングも手を抜くタイプで、2009年に肩を故障した際にはドジャース三塁コーチのラリー・ボーワが「ドジャースにいた時、彼は肩の故障をいいことにランニングやトレーニングまでサボっていた。ミーティングにすら出てこなかった」と発言したため舌戦に発展しかけたことがあった。
また、ツイッターでポニーと写っている写真を投稿し非難を浴びたこともあった。

### 交友関係
総合格闘家でUFCライトヘビー級元王者のチャック・リデルと仲がいい。リデルが2009年4月18日のUFC 97でTKO負けを喫してからおよそ1か月後の5月中旬、レッドソックスがカリフォルニア州アナハイムへ遠征した際にヘヴィメタルバンド、スティール・パンサーのライブに二人で飛び入りし、肩を組んで歌っている様子が、ゴシップサイト "TMZ.com" によって報じられている。また、同年10月にリデルがABCテレビのリアリティ番組『ダンシング・ウィズ・ザ・スターズ』に出演した際も、ペニーはスタジオ観覧に訪れている。

### バットボーイ出場停止事件
2005年8月のマーリンズ戦、ペニーは試合前にバットボーイに「牛乳を1ガロン飲み干し、1時間吐き出さなかったら500ドルやる」と提案。これに応じたバットボーイは、牛乳を無断で飲み干した。その後吐き出したため500ドルは支払われなかった上、「牛乳は球団の所有物」として、ペニーは処分されなかったが、バットボーイが球団から6試合出場停止を言い渡された。その後ペニーがその処分に「なぜミルクで6試合も出場停止なんだ」と異議を発したため、全米牛乳普及協会が「これからは暴飲をやめ、毎日コップ3杯正しく牛乳を飲むこと」を条件に、バットボーイがもらい損なった500ドルと6試合分の賃金を提供すると申し出て話題になった。

### ソフトバンク時代に対して
わずか3か月の在籍だったソフトバンク時代（2012年前半）について、退団直後にはTwitterで堂々と「アメリカに戻れて最高だ！」と発言したり、インタビューにおいて「2年くらいやれるかと思ったが甘かった。全く楽しくなかった」と答えるなど否定的な発言を繰り返していたが、2014年には一転して「怪我をしなければ今も日本でプレーしていたかも。日本は楽しかったし福岡はいい街だ」と語っている。これは日本からの批判を恐れた、臆病者のペニーらしいエピソードといえる。
2012年5月10日のAP通信はソフトバンクを退団したペニーについての記事を「日本を失望させた最新の大物選手」のタイトルで世界に配信した。同日、東京発で打電したもので「肩が痛いと不満を言い、マウンドが軟らかすぎるとケチをつけた。チームはメジャーの実績を考慮し、独自調整まで認めてくれたのに」と身勝手ぶりを酷評。ダン・ミセリ、ブライアン・バニスターらと並べて、「ダメ助っ人」の1人と紹介した。
このようなことから「史上最悪の助っ人投手」の1人として名前が挙がる場合もある。

## 詳細情報

### 年度別投手成績
| 年 度     | 球 団        | 登 板 | 先 発 | 完 投 | 完 封 | 無 四 球 | 勝 利 | 敗 戦 | セ 丨 ブ | ホ 丨 ル ド | 勝 率 | 打 者 | 投 球 回 | 被 安 打 | 被 本 塁 打 | 与 四 球 | 敬 遠 | 与 死 球 | 奪 三 振 | 暴 投 | ボ 丨 ク | 失 点 | 自 責 点 | 防 御 率 | W H I P |
| --------- | ------------ | ----- | ----- | ----- | ----- | -------- | ----- | ----- | -------- | ----------- | ----- | ----- | -------- | -------- | ----------- | -------- | ----- | -------- | -------- | ----- | -------- | ----- | -------- | -------- | ------- |
| 2000      | FLA          | 23    | 22    | 0     | 0     | 0        | 8     | 7     | 0        | 0           | .533  | 529   | 119.2    | 120      | 13          | 60       | 4     | 5        | 80       | 4     | 1        | 70    | 64       | 4.81     | 1.50    |
| 2001      | FLA          | 31    | 31    | 1     | 1     | 0        | 10    | 10    | 0        | 0           | .500  | 833   | 205.0    | 183      | 15          | 54       | 3     | 7        | 154      | 2     | 0        | 92    | 84       | 3.69     | 1.16    |
| 2002      | FLA          | 24    | 24    | 1     | 1     | 0        | 8     | 7     | 0        | 0           | .533  | 574   | 129.1    | 148      | 18          | 50       | 7     | 1        | 93       | 4     | 0        | 76    | 67       | 4.66     | 1.53    |
| 2003      | FLA          | 32    | 32    | 0     | 0     | 0        | 14    | 10    | 0        | 0           | .583  | 811   | 196.1    | 195      | 21          | 56       | 6     | 3        | 138      | 3     | 4        | 96    | 90       | 4.13     | 1.28    |
| 2004      | FLA          | 21    | 21    | 0     | 0     | 0        | 8     | 8     | 0        | 0           | .500  | 545   | 131.1    | 124      | 10          | 39       | 6     | 3        | 105      | 5     | 0        | 50    | 46       | 3.15     | 1.24    |
| 2004      | LAD          | 3     | 3     | 0     | 0     | 0        | 1     | 2     | 0        | 0           | .333  | 45    | 11.2     | 6        | 2           | 6        | 0     | 0        | 6        | 0     | 0        | 5     | 4        | 3.09     | 1.03    |
| '04計     | LAD          | 24    | 24    | 0     | 0     | 0        | 9     | 10    | 0        | 0           | .474  | 590   | 143.0    | 130      | 12          | 45       | 6     | 3        | 111      | 5     | 0        | 55    | 50       | 3.15     | 1.22    |
| 2005      | LAD          | 29    | 29    | 1     | 0     | 1        | 7     | 9     | 0        | 0           | .438  | 738   | 175.1    | 185      | 17          | 41       | 2     | 3        | 122      | 3     | 0        | 78    | 76       | 3.90     | 1.29    |
| 2006      | LAD          | 34    | 33    | 0     | 0     | 0        | 16    | 9     | 0        | 1           | .640  | 813   | 189.0    | 206      | 19          | 54       | 4     | 9        | 148      | 6     | 0        | 94    | 91       | 4.33     | 1.38    |
| 2007      | LAD          | 33    | 33    | 0     | 0     | 0        | 16    | 4     | 0        | 0           | .800  | 865   | 208.0    | 199      | 9           | 73       | 2     | 5        | 135      | 6     | 0        | 75    | 70       | 3.03     | 1.31    |
| 2008      | LAD          | 19    | 17    | 0     | 0     | 0        | 6     | 9     | 0        | 0           | .400  | 426   | 94.2     | 112      | 13          | 42       | 0     | 3        | 51       | 1     | 1        | 68    | 66       | 6.27     | 1.63    |
| 2009      | BOS          | 24    | 24    | 0     | 0     | 0        | 7     | 8     | 0        | 0           | .467  | 590   | 131.2    | 160      | 17          | 42       | 0     | 5        | 89       | 4     | 0        | 89    | 82       | 5.61     | 1.53    |
| 2009      | SF           | 6     | 6     | 1     | 0     | 0        | 4     | 1     | 0        | 0           | .800  | 161   | 41.2     | 31       | 5           | 9        | 0     | 0        | 20       | 2     | 0        | 13    | 12       | 2.59     | 0.96    |
| '09計     | SF           | 30    | 30    | 1     | 0     | 0        | 11    | 9     | 0        | 0           | .550  | 751   | 173.1    | 191      | 22          | 51       | 0     | 5        | 109      | 6     | 0        | 102   | 94       | 4.88     | 1.40    |
| 2010      | STL          | 9     | 9     | 0     | 0     | 0        | 3     | 4     | 0        | 0           | .429  | 232   | 55.2     | 63       | 4           | 9        | 1     | 3        | 35       | 1     | 0        | 25    | 20       | 3.23     | 1.29    |
| 2011      | DET          | 31    | 31    | 0     | 0     | 0        | 11    | 11    | 0        | 0           | .500  | 803   | 181.2    | 222      | 24          | 62       | 1     | 4        | 74       | 9     | 0        | 117   | 107      | 5.30     | 1.56    |
| 2012      | ソフトバンク | 1     | 1     | 0     | 0     | 0        | 0     | 1     | 0        | 0           | .000  | 19    | 3.1      | 7        | 0           | 3        | 0     | 0        | 1        | 1     | 0        | 6     | 4        | 10.80    | 3.03    |
| 2012      | SF           | 22    | 0     | 0     | 0     | 0        | 0     | 1     | 0        | 2           | .000  | 133   | 28.0     | 42       | 4           | 9        | 2     | 1        | 10       | 2     | 0        | 22    | 19       | 6.11     | 1.82    |
| 2014      | MIA          | 8     | 4     | 0     | 0     | 0        | 2     | 1     | 0        | 0           | .667  | 120   | 26.0     | 34       | 3           | 13       | 0     | 1        | 13       | 2     | 0        | 20    | 19       | 6.58     | 1.81    |
| MLB：14年 | MLB：14年    | 349   | 319   | 4     | 2     | 1        | 121   | 101   | 0        | 3           | .545  | 8218  | 1925.0   | 2030     | 194         | 619      | 38    | 53       | 1273     | 54    | 6        | 990   | 917      | 4.29     | 1.38    |
| NPB：1年  | NPB：1年     | 1     | 1     | 0     | 0     | 0        | 0     | 1     | 0        | 0           | .000  | 19    | 3.1      | 7        | 0           | 3        | 0     | 0        | 1        | 1     | 0        | 6     | 4        | 10.80    | 3.03    |

- 2014年シーズン終了時
- 各年度の太字はリーグ最高

### タイトル
MLB
- 最多勝利：1回（2006年）

### 記録
MLB初記録
- 初登板・初先発・初勝利：2000年4月7日、対コロラド・ロッキーズ戦（プロ・プレイヤー・スタジアム）、7回無失点
- 初奪三振：同上、1回表にラリー・ウォーカーから空振り三振
- 初完投・初完封勝利：2001年4月21日、対モントリオール・エクスポズ戦（プロ・プレイヤー・スタジアム）
- 初ホールド：2006年7月9日、対サンフランシスコ・ジャイアンツ戦（ドジャー・スタジアム）、7回表に2番手で救援登板、1/3回を無失点

MLBその他の記録
- 最高勝率：1回（2007年）
- オールスターゲーム選出：2回（2006年、2007年）

NPB初記録
- 初登板・初先発：2012年4月4日、対東北楽天ゴールデンイーグルス2回戦（日本製紙クリネックススタジアム宮城）、3回1/3を6失点（自責点4）で敗戦投手
- 初奪三振：同上、1回裏にルイス・テレーロから空振り三振

### 背番号
- 28（2000年 - 2001年）
- 31（2001年 - 2004年、2005年 - 2008年、2009年、2011年 - 2012年）
- 30（2004年）
- 36（2009年）
- 33（2010年、2014年）

### 代表歴
- 1999年パンアメリカン競技大会野球アメリカ合衆国代表